# Атауалпа
Атауалпа (20 март 1497 – 26 юли 1533) е последният император на инките преди завладяването им от испанските конкистадори.

## Възкачване на власт
Преди смъртта си Уайна-Капак решава да раздели империята си между двамата си сина. Уаскар, трябвало да управлява южната част с център Куско, а Атауалпа северната със столица Кахамарка. Това обаче води до избухване на тригодишна гражданска война между братята, завършила с победа на Атауалпа, който през 1532 се провъзгласява за 14-ия Сапа инка („единственият от инките“, Върховен инка – владетелската титла на императорите).

## Смърт
Същата година на перуанския бряг стъпва Франсиско Писаро, начело на едва 106 пехотинци и 62 конника. Разбрал за отслабената от гражданска война империя и използвайки помощта на завладените от инките народи, Писаро бързо навлиза във вътрешността на страната. На 15 ноември 1532 влиза в град Кахамарка. Научил че император Атауалпа, начело на войска от 80 000 воини е наблизо, Писаро го кани на среща с цел да го плени. Уверени в силата си и непознаващи дотогава тактиката на засадата, инките пристигат в града на другия ден почти невъоръжени и в тържествена процесия навлизат на главния площад. Използвайки разположените в засада артилерия и стрелците с мускети, Писаро устройва истинско клане, при което са убити 20 000 инки, а Атауапла е пленен.
Въпреки събрания огромен откуп от злато и сребро (една стая пълна със злато „докъдето достига вдигнатата ръка на изправен човек“ и две със сребро), Атауалпа е осъден на смърт чрез изгаряне на клада. Преди екзекуцията му е предложено да променят начина на изпълнение на присъдата със задушаване с гарота, ако приеме християнството. Атауалпа се съгласява, тъй като инките вярвали че тялото е необходимо да се съхрани за задгробния живот. Убит е на 26 юли 1533 г.